# Andreas Georgiou
Andreas Georgiou (griego: Ανδρέας Γεωργίου - Londres, 18 de abril de 1982) es un productor, director de cine, actor, guionista grecochipriota.

## Biografía
Nacido en 1982 en Londres, Inglaterra, de padres chipriotas. Su familia regresó a Chipre cuando tenía sólo 6 años de edad. Él tiene una hermana mayor: Xenia; y dos hermanos: Christopher y Raffaello - Anthony.

## Trayectoria
- 2016: Al fondo hay sitio (cameo)
- 2014: Roi Mat
- 2013: Brusko
- 2012: Vals con 12 dioses
- 2011: Paramnesia
- 2011: Aspra balonia.